# Meg ne mozdulj
A Meg ne mozdulj (eredeti cím: Don't Move) 2024-ben bemutatott amerikai filmthriller, amelyet Adam Schindler és Brian Netto rendezett. A főbb szerepekben Kelsey Chow, Finn Wittrock, Moray Treadwell és Daniel Francis látható.
Amerikában és Magyarországon 2024. október 25-én a Netflixen mutatták be.

## Cselekmény
Egy távoli erdős területen Iris felkeresi azt a helyet, ahol kisfia, Mateo játszás közben a halálba zuhant. Miközben a nő a szikla szélén állva készül öngyilkosságot elkövetni a gyermeke miatt érzett bánatában, hirtelen egy férfi szólítja meg. Az idegen Richardnak adja ki magát, és mesél neki saját traumatikus múltjáról, ekkor Iris felhagy halálszándékával. Richard azonban a parkolóban elkábítja a nőt, és megpróbálja elvinni egy távoli erdei faházba. A megkötözött Irisnek elmagyarázza, olyan anyagot fecskendezett be neki, amely néhány percen belül teljesen megbénítja a testét, és lehetetlenné teszi, hogy beszéljen.
Irisnek sikerül balesetet okoznia Richard autójával, és elmenekülni előle, még mielőtt a szer hatni kezdene. Egy eldugott erdőben utolsó erejét is felhasználva eljut az öreg farmer, Bill birtokára, akivel csak pislogással tud kommunikálni. Amikor Richard megérkezik, Bill védelmezően Iris elé áll, és azzal fenyegetőzik, hívja a rendőrséget, de ez idő alatt a sorozatgyilkos végez vele. Hogy eltüntesse a nyomokat, Richard felgyújtja a faházat. Iris a lángok között életveszélybe kerül, és kétségbeesésből felhívja magára Richard figyelmét, akit azonban a férfi megment, és ismét elviszi.
A helyi benzinkútnál megállva egy fiú észreveszi Irist az anyósülésen. A fiú édesanyja úgy érzi, Iris segítségre szorul, ezért értesíti a rendőrséget. Egy rendőrtiszt bukkan rájuk, amikor Richard megpróbálja elvontatni a kocsit. Amikor Iris próbál jelezni kényszerhelyzetére, annak ellenére, hogy nem tud mozogni vagy beszélni, Richard megöli a rendőrt is. Mivel a családja tervezett látogatása miatt nem tudja megvalósítani eredeti tervét, Richard inkább azt tervezi, belefojtja a nőt a közeli tóba. Egy kis csónakban Irisnek sikerül a lassan visszanyert mozgásképességét kihasználva kést döfnie Richard nyakába, és leadni néhány lövést. Mindkettőjüknek sikerül a partra menekülniük, ahol Iris hátrahagyja az elvérző Richardot.

## Szereplők
| Szerep               | Színész         | Magyar hang       |
| -------------------- | --------------- | ----------------- |
| Iris                 | Kelsey Chow     | Kelemen Kata      |
| Richard              | Finn Wittrock   | Szatory Dávid     |
| Bill                 | Moray Treadwell | Dézsy Szabó Gábor |
| Dontrell rendőrtiszt | Daniel Francis  |                   |

### Magyar változat
- Magyar szöveg: Kopányi Vanda
- Hangmérnök: Bogdán Gergő
- Vágó: Kránitz Bence
- Gyártásvezető: Bogdán Anikó
- Szinkronrendező: Dobay Brigitta
- Produkciós vezető: Haramia Judit

A szinkront az Iyuno Hungary készítette el.

## A film készítése
2022 decemberében jelentették be, hogy Adam Schindler és Brian Netto rendezi a Meg ne mozdulj című thrillert, amelyet TJ Cimfel és David White írt. producerei pedig Sam Raimi  Zainab Azizi, Christian Mercuri, Alex Lebovici és Sarah Sarandos.
2023 májusában Kelsey Asbille és Finn Wittrock kapták meg a főszerepeket. 2023 júniusától július végéig Bulgáriában zajlottak a forgatások. 2023 két nappal a befejezés előtt a produkció ideiglenes megállapodást kapott a forgatás folytatására a 2023-as SAG-AFTRA sztrájk ideje alatt. Mark Korven és Michelle Osis szerezte a film zenéjét.

## Bemutató
2023 novemberében a Signature Entertainment megszerezte az Egyesült Királyság és Írország forgalmazási jogait. 2024 áprilisában a Netflix megvásárolta a globális jogokat. A film 2024. október 25-én jelent meg a Netflixen.